# Tamopsis warialdae
Tamopsis warialdae là một loài nhện trong họ Hersiliidae. T. warialdae được miêu tả năm 1998 bởi Martin Baehr & Barbara Baehr.